# Внешняя политика Японии
Внешняя политика Японии — это общий курс Японии в международных делах. Реализацией внешней политики занимается Министерство иностранных дел Японии. Япония играет значительную роль в качестве спонсора бедных государств, а также разного рода международных организаций (в том числе ООН).

## История
Япония географически расположена далеко от других стран. Географическая удалённость Японии ограничила её внешнюю политику. К востоку от Японии на сотни километров нет ни одного острова. Северные районы Японских островов (север Хонсю и Хоккайдо) были в средние века населены айнами, у которых отсутствовала государственность. Японцы постепенно продвигались на север, колонизируя эти территории. В средние века Япония находилась под сильным влиянием Китая. Из Китая в Японию пришли буддизм, иероглифы. В VII—VIII веках в Японии были проведены реформы, ориентированные на опыт Китая.
Растущее мирное распространение иностранной культуры в VII–VIII веках ослабило идеологические основы японского общества, основанные на синтоизме. Наиболее заметным проявлением этого процесса стала неудачная попытка смены правящей династии буддийским монахом Докё. Иммигранты из Кореи и Китая активно предпринимали попытки пересмотреть синтоистский миф, создавая генеалогические списки, связывающие их с божествами синтоизма. Японская аристократия, возглавляемая кланом Фудзивара, стремилась к самогерметизации, чтобы предотвратить проникновение чуждых элементов в свою кастовую систему. Однако выбранный ими метод изоляционизма был специфическим: провозглашённое следование традициям предков касалось в основном социальной сферы, что теоретически могло бы полностью заблокировать потенциал развития. Тем не менее образование, наука и технологии не входили в концепцию национальной культуры, поэтому препятствий для заимствования достижений континента в этих областях практически не было. Японское государство отказалось от вмешательства в военные и политические дела на Корейском полуострове, но сохранило интерес к культурному взаимодействию с материком. Теперь приоритеты изменились: вместо государств Корейского полуострова японцы обратили внимание на Китай, который стал основным источником культурной информации в области науки, техники и государственного строительства. Этот выбор был оправдан, так как после распада Пэкче и Когурё беженцы из этих стран стали основными носителями знаний о Китае. Японское государство использовало беженцев в качестве источников знаний о Китае, что было обусловлено осознанием военного превосходства Китая и зависимости Силлы от империи Тан.
Государству Ямато удалось организовать несколько миссий ко двору китайского императора династии Суй. Помимо решения дипломатических вопросов, целью этих миссий было изучение буддизма. Хроника «Суйшу» упоминает о втором посольстве в 607 году, когда посольство Ямато отправило несколько десятков послушников для изучения буддизма при дворе. Таким образом, одной из основных целей контактов с Китаем было получение знаний и навыков работы с информацией. Япония продолжала отправлять миссии в Танский Китай. Всего за период с 630 по 894 год было организовано 19 миссий (630, 653, 654, 659, 665, 669, 701, 716, 732, 746, 750, 759, 761, 762, 775, 778, 801, 834, 894), хотя некоторые из них были отменены по разным причинам. Кроме того, в число 19 упомянутых миссий входят также те, которые были не совсем «настоящими»: 12-я миссия 759 года, целью которой была встреча и сопровождение предыдущего посольства, 14-я миссия 762 года, отменённая из-за проводов посла империи Тан, а также 5-я (665) и 16-я (778) миссии, отправленные с теми же церемониальными целями. В итоге в Танский Китай было отправлено всего 11 полноценных миссий. Обычно их возглавляли чиновники четвёртого ранга, то есть более высокого ранга, чем послы в Силлу и Бохай (пятый и шестой ранги), но высшая японская аристократия не участвовала в этих миссиях, что указывает на ограниченные политико-дипломатические задачи, стоявших перед посольствами. Пребывание в Китае было довольно длительным (обычно около трёх-четырёх лет), так как миссии должны были выполнять не только церемониальные визиты к императору и подношения дани, но и собирать информацию, необходимую для государственного строительства в Японии. Первое посольство в VIII веке в 701 году, отправленное с 32-летним перерывом из-за кризиса на Корейском полуострове, задержалось на семь лет, а буддийские монахи провели в Китае от десяти до двадцати лет. В VII веке первые посольства к тайскому двору состояли из одного или двух кораблей (каждый с 120–160 чел). В VIII веке отправлялось уже четыре корабля. Самое большое посольство было отправлено в 838 году — более 600 человек. Япония, будучи зависимой от Китая как источника информации, не принимала практику инвеституры (получения печати от танского императора, удостоверяющей легитимность японского императора) и, таким образом, оставалась независимым государством. Несмотря на явное недовольство, Танской империи пришлось с этим смириться. Но именно поэтому отношение к Японии было гораздо прохладнее, чем к другим близлежащим странам. Китайская хроника «Суйшу» сообщает о возмущении китайского императора, получившего послание от императрицы Суйко, в котором Ямато ассоциирует себя с Востоком («Сын Неба страны, где восходит солнце, обращается с посланием к Сыну Неба страны, где солнце заходит»). Обычно этот эпизод рассматривается лишь как уравнивание статуса правителей Китая и Японии, но, как представляется, гнев китайского императора мог быть вызван и тем, что данная формулировка игнорирует «срединное» положение Китая в геополитической модели мира.
Морское путешествие было сопряжено с большими опасностями, кораблекрушения случались часто, и в VIII веке погибала примерно треть личного состава миссий. Раньше ситуация была лучше: японский морской маршрут проходил по кратчайшему и наиболее безопасному пути — корабли отправлялись из северной части острова Кюсю и следовали к Корейскому полуострову через Корейский пролив, останавливаясь на островах Ики и Цусима. Затем они плыли вдоль корейского побережья Жёлтого моря на север, пересекали море и высаживались на полуострове Шаньдун (так называемый «северный» или «Силланский» путь). Однако этот путь в Китай занимал много времени из-за длительных сухопутных путешествий и требовал сотрудничества с корейскими государствами Пэкче и Силла. С ухудшением отношений с Силла японские миссии всё чаще выбирали «южный маршрут» через Восточно-Китайское море, который был гораздо опаснее. Стоит учесть, что по сравнению с другими странами японцы были плохими мореплавателями, и их корабли не были оснащены поворотными парусами, а движение против ветра осуществлялось с помощью вёсел. Строительство двухмачтовых парусных судов, на которых отправлялись миссии, было редким событием, о котором упоминалось в летописях. Когда японцы добирались до материка и возвращались на попутных судах Силла, путешествие обычно проходило успешно. В состав миссий входили дипломаты, специалисты (врачи, астрологи, фармацевты, ремесленники), знатоки китайской письменности и монахи; экипаж кораблей составляла 40 % от общего числа участников миссии (несовершенство конструкции судов компенсировалось мускульной и гребной силой). Кроме выполнения политических и этикетных задач, миссии служили источниками разнообразной письменной информации — для приобретения книг выделялись специальные средства.
Количество людей, посещавших Китай, было небольшим, поэтому основным источником знаний для японцев стали книги. Они изучали, копировали и распространяли их под контролем государственных структур. Японцы платили дань Китаю природными ресурсами, тканями, растительным маслом и сладостями. Несмотря на ограничения на импорт книг, японцы отправляли официальные посольства в Китай, где имели больше возможностей для покупки книг. Ситуация изменилась во второй половине VIII века, когда ограничения на экспорт были смягчены или отменены. Это привело к росту международной торговли, в том числе книжной, которую осуществляли китайские и силланские купцы. Японский двор пытался сохранить государственную монополию на информацию, но это не удалось. Китайские книги стали стратегическим товаром для японцев, и они тщательно охраняли их. Многие японские дипломаты и студенты обучались в Китае и привозили оттуда книги. Хотя интенсивность контактов Японии с Китаем была меньше, чем у Силла, японцы были хорошо знакомы со всеми аспектами китайской государственной жизни. Согласно описи, сделанной в конце IX века, государственное хранилище Японии содержало около 16 693 свитков, связанных с наукой управления государством. К этому времени центр политической власти Японии уже потерял свою значимость, и отсутствие интереса Китая к Японии помогло выбирать японцам и интерпретировать информацию с учётом господствующих условий и менталитета.
С 632 по 778 год из Китая в Японию было отправлено восемь миссий, пять из которых пришлись на период с 664 по 671 год. Это было связано с проблемами передела сфер влияния после объединения Кореи под эгидой Силла. После установления стабильности на Корейском полуострове следующее китайское посольство прибыло в Японию спустя 90 лет — в 761 году. Большинство посольств отправлялось не от имени танского императора, а от военной администрации Китая в Корее. Обмен посольствами с Силла также сыграл важную роль в приобщении японцев к дальневосточной цивилизации. С правления императора Тэмму до конца VIII века в Японию было отправлено 39 посольств. Отношения между Японией и Силла были благоприятными после объединения Корейского полуострова под её эгидой. Однако Япония рассматривала Силла как вассальное государство. Число японских посольств в Силла в этот период составило всего 23. После возникновения царства Бохай на северных границах Силла правители Силла решили заключить мир с империей Тан и увеличить своё недовольство к гегемонистскими притязаниями Ямато. В период правления императрицы Дзито посольства Силлы прибывали примерно раз в два года, а при императоре Момму — раз в три года. После признания Силла Китаем контакты между Японией и Силла постепенно стали угасать и прекратились после 779 года. Другая страна, с которой Япония поддерживала тесные связи на протяжении VIII века, была Бохай. Это государство возникло в конце VII века и прекратило своё существование после завоевания киданями в 926 году. Правящую династию основал выходец из Когурё Тэ Чоён. Большинство населения составляли мохэ — общее название группы тунгусских племён. Бохай включал Ляодун, северную часть Корейского полуострова и юг Приморского края. Поскольку территория Бохая охватывала значительную часть бывшего Когурё, граничила с Силла и Тан, между этими странами часто возникали конфликты. Япония считала Бохай варварской страной и своим вассальным государством, что было важно для укрепления национального самосознания в условиях попыток Силла избавиться от этой зависимости. Первое посольство Бохая в Японию прибыло в 727 году и было принято императором Сёму. Всего за время существования государства в Японию было отправлено 34 миссии, особенно много их стало с начала IX века. В VIII веке в Японию прибыло 14 посольств. Поначалу бохайские посольства стремились использовать Японию как военного и дипломатического союзника, но со второй половины VIII века в отношениях двух стран всё больше преобладали церемониальные и обменные цели. Бохайские посольства дарили японскому двору меха, женьшень и мёд, а японцы отправляли им ткацкие изделия и лаковые изделия. Начиная с 728 года Япония отправила в Бохай 13 миссий, последняя из которых датируется 810 годом. Япония использовала бохайские посольства и свои посольства в Бохае для получения информации о событиях на Корейском полуострове и в Китае. Кроме того, Япония пыталась установить путь в Китай через территорию Бохая, но эта попытка не увенчалась успехом из-за нестабильных отношений с Силла. Бохай был единственной страной, с которой Япония продолжала поддерживать дипломатические контакты в IX–X веках вплоть до распада государства. Следует отметить, что в IX–X веках эти контакты стали односторонними — посольства отправляло только государство Бохай. Последний официальный контакт с Силла датируется 779 годом, с империей Тан — 838 годом.
После смерти императрицы Сё:току, когда линия императоров, происходящих от Тэмму, прервалась и власть перешла к линии, происходящей от Тэнти, Япония снизила свои «имперские» амбиции на международной арене и стала развивать более «изоляционистский» подход, что было обусловлено её географическим положением и экономическим приспособлением к окружающей среде, а также конкретными историческими обстоятельствами. Прежде всего, исчезло ощущение угрозы со стороны континента: и империя Тан, и Силла были сосредоточены на своих внутренних проблемах. Показательным является то, что в 792 году, во время военных кампаний против эмиси, Япония значительно сократила свою армию: военная служба была отменена повсеместно, за исключением регионов, непосредственно граничащих с эмиси (провинции Муцу, Дэва, остров Садо) и региона Сайкайдо, что указывает на глубокие изменения в природе японского государства, которое становилось всё более «интровертным».
Изменение политической ситуации на Дальнем Востоке стало одной из основных причин быстрого исключения Японии из системы международных отношений в регионе. Представление Японии о себе как о локальном гегемоне также потеряло свою актуальность. Когда в 918 году государство Корё (Когурё), покорившее Силла в 935 году и объединившее Корейский полуостров, восстановило свою независимость, оно выразило желание восстановить официальные контакты с Японией и даже согласилось выплачивать дань, признав себя вассальным государством. Однако Япония отклонила это предложение. Осознав свою самодостаточность, Япония отказалась устанавливать дипломатические отношения с преемницей Тан — империей Сун.
Торговые связи не прекратились, но перешли в частные руки, и морская торговля велась преимущественно китайскими и корейскими (но не японскими) купцами. Свидетельством дипломатических и других контактов с материком является коллекция сокровищницы храма Тодайдзи — Сёсоин (старейшее сохранившееся здание храмового комплекса). Начало её формированию положила вдова императора Сёму, Комей, подарившая храму предметы, которые император особенно ценил. С тех пор коллекция пополнялась различными предметами. Её значимость признана настолько высокой, что сейчас она считается символом нации. С 1875 года экспонаты коллекции можно увидеть только с разрешения императора. Коллекция состоит из трёх частей. Первая — предметы, подаренные Комей (около 700 предметов, в основном континентального происхождения). Вторая — предметы буддийского культа, собранные храмом Тодайдзи, включая предметы периода Хэйан и церемониальные предметы. Третья — древние документы, хранящиеся в Сёсоин. Самостоятельную ценность представляют китайские книги периодов Суй и Тан, переданные в коллекцию уже в эпоху Мэйдзи. География происхождения предметов коллекции обширна: помимо Китая и Кореи, это страны Ближнего Востока, Индия, Персия, Суматра, Таиланд и Бирма. Однако эти произведения искусства и культуры попали в Японию через посредничество Китая и Кореи, куда они прибыли по Великому шёлковому пути. В любом случае, предметы из Сёсоин отражают широкие контакты танского Китая и Кореи, а не Японии. Большинство японцев контактировали с представителями континентальной культуры через переселенцев с Корейского полуострова, что подтверждается генеалогическими списками «Синсэн сёдзироку», по данным которых около трети японской элиты составляли выходцы из Кореи и Китая.
Японцы стремились привлечь специалистов, в услугах которых они нуждались. Пример такого стремления — история переезда китайского монаха Гандзина. Однако намеренный поиск специалистов с материка был скорее исключением, чем правилом из-за ограниченного количества контактов с континентом. Проявляя интерес к опыту материка, особенно китайскому, и моделируя государственное строительство по китайскому образцу, японцы использовали в основном письменные источники и помощь подготовленных кадров из Китая и Кореи. Этот исторический опыт сформировал стереотипы культурного и исторического поведения японцев на протяжении большей части последующего исторического периода: мудрость приобретается через письменное слово, а не через активный поиск контактов с внешним миром, ожидая, пока этот мир сам обнаружит вас. С IX века китайские торговцы активно действовали в Японии, однако в самой Японии был введён запрет на отправку частных торговых кораблей на континент. Аналогичная ситуация сложилась с прибытием португальских торговцев в XVI веке: именно они, а не японские купцы, отвечали за морские перевозки. Контакты Японии с внешним миром в период Токугава также соответствовали этой схеме: японцы соглашались принимать иностранные корабли, но не отправляли свои.
В целом, оценивая отношения Японии с внешним миром, можно сказать, что обмен информацией преобладал над товарообменом, который ограничивался предметами роскоши. Японцев больше интересовали идеи и технологические новшества, а не готовые продукты. Их интерес был сосредоточен главным образом на Китае, Корее и Бохае. Важно отметить, что первая попытка прямого проникновения в страну буддизма — Индию — произошла только во второй половине IX века (путешествие туда сына императора Хэйцэя, принца Такаока, которое закончилось его смертью в пути).

### VII—XVII века
В VII веке японские правители попытались двинуться в западном направлении и подчинить себе Корею. Там они столкнулись с претензиями Китая, который рассматривал Корею как свою зависимую территорию. Японцы поддерживали королевство Пэкче в его борьбе за выживание с другими корейскими королевствами — Силла и Когурё. В 660 году китайцы вместе с государством Силла уничтожили Пэкче. Уцелевшие остатки пэкческого королевского двора попросили военную помощь Японии, однако союзные японско-корейские силы были разбиты китайской эскадрой в 663 году в битве при реке Пэккан. В результате этого поражения Корейский полуостров был объединён с государством Силла. Японцы прекратили активные внешнеполитические сношения, бросив все силы на укрепление собственных территорий на архипелаге.
В XIII веке монголы захватили Корею и дважды вторгались на Японские острова, но оба раза потерпели поражения. Затем ситуация изменилась. Японию охватили гражданские войны и властям стало не до внешней экспансии. После завершения войн в 1592—1593 и в 1597—1598 годах японцы дважды пытались захватить Корею, но оба раза неудачно.
В 1540-х годах году в Японию прибыли европейцы. Среди них были христианские миссионеры, которые, пользуясь неразберихой гражданских войн, получили поддержку ряда князей и смогли обратить в свою веру немало японцев. Впрочем свобода проповеди в Японии действовала недолго. В 1587 году Тоётоми Хидэёси запретил пребывание в стране миссионеров и изгнал священников. начались преследования японскими властями христиан. В 1637—1639 годах японские власти подавили восстание христиан в Симабаре. После подавления восстания сёгунат разорвал отношения с христианскими странами и перешёл к политике сакоку.

### Политика Сакоку (XVII—I половина XIX веков)
В 1641—1853 годах власти Японии проводили политику сакоку («страна на цепи»). В этот период Япония поддерживала внешнеполитические контакты только с Китаем и Нидерландами. Для китайских и голландских кораблей был отведён искусственный остров Дэдзима. Там китайцы и голландцы жили под строгим надзором японских властей. Кроме того, торговля с Китаем шла через зависимое от Японии государство Рюкю.
Японцам под угрозой смертной казни запрещалось покидать пределы своей страны без специального разрешения, а также строить крупные суда, способные добраться до чужих берегов. Власти Японии отвергали любые попытки иностранных государств установить отношения и не пускали в страну иностранцев.

### Агрессивный курс (II половина XIX века — 1945 год)
В 1853 году в Японию пришли «чёрные корабли» американского коммодора Мэтью Перри. Он вынудил власти государства согласиться на «открытие» страны и заключить с США неравноправный Канагавский договор. Вскоре такие же договоры японские власти подписали с другими западными странами. Японские миссии были направлены в Европы. В самой Японии развернулись реформы по европейскому образцу.
С конца XIX века Япония переходит к агрессивной внешней политике. Неравноправные договоры были отменены. Япония начинает захватывать сопредельные земли. В 1879 году было формально аннексировано государство Рюкю.
Территория Японии значительно возросла с 1894 по 1919 годы. В ходе японо-китайской войны 1894—1895 годов Япония захватила Тайвань и Пескадорские острова. В 1905 году после победы над Россией Япония получила Южный Сахалин. В 1910 году Япония аннексировала Корею. В результате участия в Первой мировой войне Япония получила ряд островов в Тихом океане. Япония также участвовала в Гражданской войне в России, но смогла только получить часть золотого запаса и ряд концессий на Северном Сахалине.
С 1930-х годов Япония вновь начинает вести агрессивную политику. В 1931 году японцы захватили Маньчжурию, создав там марионеточное государство Маньчжоу-Го. Затем Япония начала войну с Китаем, оккупировала ряд европейских владений в Азии и вступила во Вторую мировую войну.

## Современность
Поражение во Второй мировой войне стало началом современной внешней политики Японии. Во-первых, по итогам войны, Япония потеряла все захваченные с 1894 года территории. Во-вторых, сама Япония оказалась под американской оккупацией и в военном отношении превратилась в союзника США. В-третьих, формально Японии было запрещено создавать вооружённые силы. Поэтому японские власти после 1945 года не участвовали в военных конфликтах за рубежом.
В 1980-е годы Япония стала крупнейшей страной-кредитором в мире и второй по оказанию помощи другим государствам. Японские предприятия стали одними из самых конкурентоспособных в мире. Рост экономики дал возможность Японии получить одну из ведущих ролей во Всемирном банке, Международном валютном фонде и других международных финансовых учреждениях. Мощная экономика Японии позволила ей играть одну из доминирующих экономических ролей в Азии, а японские инвестиции стали поступать и в отдалённые части мира.
В 1990-е годы после распада Советского Союза в образовавшихся на его месте государствах начались политические и экономические проблемы, что увеличило важность экономической мощи для Японии. Бывшие социалистические страны искали возможность для получения экономической помощи от Японии. Японию и Соединённые Штаты Америки связывают союзнические отношения, в том числе они являются крупными экономическими партнёрами. Население Японии выражало поддержку возросшей международной роли и экономической мощи страны, а также оказание экономической помощи другим государствам. Однако, правительство Японии не желало брать на себя ведущие роли по разрешению политических и военных конфликтов после неудачного для неё исхода Второй мировой войны. Япония считает США гарантом собственной безопасности и не планирует пересматривать американо-японский Договор о взаимном сотрудничестве и безопасности 1960 года. Также, правительство Японии осознавало уязвимость страны в отношении обеспечения сырья и энергоносителей, что повлекло за собой смягчение проводимой внешней политики страны.
В 1978 году был подписан Договор о мире и дружбе между Японией и Китаем, после чего отношения между странами стали быстро развиваться. Япония оказала значительную экономическую помощь КНР в модернизации промышленности и поддержала членство Китая во Всемирной торговой организации. В мае 2008 года состоялся официальный визит Ху Цзиньтао в Токио, что способствовало улучшению отношений между странами. Однако, правительство Китайской Народной Республики регулярно критикует власти Японии, за политику этой страны во время Второй мировой войны, а также за то, что Япония излагает события тех лет в позитивном для себя свете и не желает осуждать собственных военных преступников. В 1995 году премьер-министр Японии Томиити Мураяма извинился за ущерб и страдания, которые вызвала Япония во время Второй мировой войны, но не предложил никаких компенсаций. Заявление Томииты Мураямы не удовлетворило ожиданий региональных соседей Японии, особенно Южной Кореи и КНР. 14 августа 2015 года премьер-министр Японии Синдзо Абэ публично выразил искренние соболезнования тем, кто пострадал и умер от военных действий Японии, во время 70-й годовщины окончания Второй мировой войны. Однако, Синдзо Абэ также призвал к развитию Сил самообороны Японии и переосмыслению послевоенной пацифистской конституции страны, что позволит использовать армию и за рубежом.
17 сентября 2002 года премьер-министр Японии Дзюнъитиро Коидзуми посетил с официальным визитом Пхеньяне, в ходе которого состоялось обсуждение спорных двусторонних вопросов, особенно похищения японских граждан и доставка их в КНДР. В октябре 2002 года пять похищенных японцев были отпущены корейцами и вернулись домой, но других пленников власти КНДР не стали освобождать, ожидая экономических уступок со стороны Японии. Япония решительно поддерживает усилия США по оказанию давления на Пхеньян по соблюдению Договора о нераспространении ядерного оружия и соглашения с Международным агентством по атомной энергии (МАГАТЭ). В 2006 году Япония ответила введением санкций на июльские ракетные запуски Северной Кореи и октябрьские ядерные испытания. США, Япония и Южная Корея координируют политические действия с друг другом по вопросам политики в отношении Северной Кореи, а Япония также участвует в шестисторонних переговорах, чтобы положить конец испытаниям ядерного оружия в КНДР. В августе 2008 года Япония и Северная Корея пришли к соглашению вновь рассмотреть вопрос по освобождению пленных японских граждан. Однако, условия соглашения не были выполнены КНДР.
В последние годы Япония и Республика Корея активизировали дипломатические контакты и координацию на высоком уровне, что привело к улучшению их отношений. Однако, разный взгляд на период Второй мировой войны, а также территориальный спор по принадлежности Лианкура, осложняют политические отношения Японии с Южной Кореей, несмотря на растущие экономические и культурные связи.
Отношения Японии с Россией осложняет неспособность правительств обеих сторон разрешить свой территориальный спор по принадлежности южной части Курильских островов, перешедших в состав Советского Союза в конце Второй мировой войны. Территориальный спор мешает заключению мирного договора, формально прекратившего бы состояние войны между Японией и Россией. Соединённые Штаты признают суверенитет Японии над спорными островами. В сентябре 2009 года во время своей первой встречи с президентом России Дмитрием Медведевым премьер-министр Японии Юкио Хатояма заявил, что хочет решить этот вопрос и подписать мирный договор, но эта встреча в итоге не привела к сдвигу в переговорах. Дополнительное напряжение в отношения двух стран вносят попытки японской стороны игнорировать признанные мировым сообществом итоги Второй мировой войны.  Несмотря на отсутствие прогресса в разрешении территориального спора, Япония и Россия продолжают развивать другие аспекты общих отношений, в том числе два крупных проекта по добыче нефти и природного газа на Сахалине.
В 2006 году японские наземные силы самообороны Японии завершили успешную двухлетнюю миссию в Ираке. В декабре 2008 года закончилась миссия военно-воздушных сил Японии в Ираке. В январе 2010 года парламент Японии подписал Закон о специальных мерах по борьбе с терроризмом, который позволил Японии осуществлять операции по отправке Морских сил самообороны в поддержку международной операции против терроризма в Индийском океане. С 2009 года Япония активно участвует в международных усилиях по борьбе с пиратством у берегов Африканского рога.
В последние годы Япония всё активнее присутствует в Африке и Латинской Америке. Были заключены соглашения об экономическом партнёрстве с Бразилией, Мексикой, Аргентиной, Перу и Чили.
12 июня 2023 года министр иностранных дел Японии Ёсимаса Хаяси провел встречу с министром иностранных дел Объединенных Арабских Эмиратов Шейхом Абдуллахом Аль Нахайяном, в ходе которой стороны обсудили возможности укрепления двусторонних отношений в области обороны.
Правительство Японии планирует выделить около 60,6 миллионов долларов спонсорской помощи Институту экономических исследований АСЕАН и Восточной Азии с целью расширения регионального сотрудничества со странами-участницами организации, а также противостояния растущему влиянию Китая в АТР. Жители Японии выражают свое недовольство, говоря о том, что эти средства было бы рациональнее направить на развитие исследовательской и научной деятельности внутри страны.
3 декабря 2024 года в Маниле состоялась шестая встреча Японо-Филиппинского морского диалога, на которой стороны обсудили действия Китая в Восточно-Китайском и Южно-Китайском морях и необходимость свободного и открытого морского судоходства. Представители Японии и Филиппин подтвердили прогресс в двустороннем сотрудничестве, включая взаимодействие между оборонными ведомствами и береговыми службами. Кроме того, они заявили о намерении укреплять сотрудничество в рамках морских консультаций трехстороннего сотрудничества Япония-Филиппины-США для продвижения инициативы свободного Индо-Тихоокеанского региона.